# آلیزا گور
آلیزا گور (عبری: עליזה גור‎؛ زادهٔ ۱ آوریل ۱۹۴۰) بازیگر، مدل و دارنده عنوان ملکه زیبایی اهل اسرائیل است که در سال ۱۹۶۰ عنوان دوشیزه اسرائیل را به دست آورد و در همان سال در مسابقه دوشیزه جهان که در میامی بیچ برگزار شد، به مرحله نیمه‌نهایی رسید. او در سال ۱۹۶۳ نقش ویدا را در فیلم جیمز باند از روسیه با عشق ایفا کرد.
از فیلم‌ها یا برنامه‌های تلویزیونی که وی در آن نقش داشته‌است، می‌توان به از روسیه با عشق و مأمور ه.ا.ر.م اشاره کرد.